# Seznam dílů seriálu Námořní vyšetřovací služba L. A.

Logo seriálu Námořní vyšetřovací služba L. A.

Toto je seznam dílů seriálu Námořní vyšetřovací služba L. A. Americký televizní seriál Námořní vyšetřovací služba L. A. měl premiéru 22. září 2009 na americké televizní stanici CBS a v Česku byl uveden 5. dubna 2011 na Prima Cool (druhá řada pak na Prima Family).
Seriál se odehrává v Los Angeles v Kalifornii a sleduje příběhy příslušníků úřadu zvláštních operací v tajném oddělení Námořní vyšetřovací služby (NCIS). Seriál a jeho obsazení startovaly v dvoudílné pilotní epizodě během šesté řady původního seriálu Námořní vyšetřovací služba (NCIS), která měla v USA premiéru 28. dubna a 5. května 2009. V Česku pak 18. dubna a 25. dubna 2010 na TV Nova.

## Přehled řad
| Řada | Díly | Premiéra v USA    | Premiéra v USA  | Premiéra v ČR      | Premiéra v ČR     |
| Řada | Díly | První díl         | Poslední díl    | První díl          | Poslední díl      |
| ---- | ---- | ----------------- | --------------- | ------------------ | ----------------- |
| 0    | 2    | 28. dubna 2009    | 5. května 2009  | 18. dubna 2010     | 25. dubna 2010    |
| 1    | 24   | 22. září 2009     | 25. května 2010 | 5. dubna 2011      | 13. září 2011     |
| 2    | 24   | 21. září 2010     | 17. května 2011 | 16. ledna 2012     | 26. července 2012 |
| 3    | 24   | 21. září 2011     | 15. května 2012 | 22. února 2013     | 10. května 2013   |
| 4    | 24   | 25. září 2012     | 14. května 2013 | 1. listopadu 2013  | 17. ledna 2014    |
| 5    | 24   | 24. září 2013     | 13. května 2014 | 2. ledna 2015      | 20. března 2015   |
| 6    | 24   | 29. září 2014     | 18. května 2015 | 20. listopadu 2015 | 5. února 2016     |
| 7    | 24   | 21. září 2015     | 2. května 2016  | 7. dubna 2016      | 15. září 2016     |
| 8    | 24   | 25. září 2016     | 14. května 2017 | 6. dubna 2017      | 21. září 2017     |
| 9    | 24   | 1. října 2017     | 20. května 2018 | 5. dubna 2018      | 13. září 2018     |
| 10   | 24   | 30. září 2018     | 19. května 2019 | 4. dubna 2019      | 12. září 2019     |
| 11   | 22   | 29. září 2019     | 26. dubna 2020  | 12. listopadu 2020 | 4. února 2021     |
| 12   | 18   | 8. listopadu 2020 | 23. května 2021 | 6. května 2021     | 1. července 2021  |
| 13   | 22   | 10. října 2021    | 22. května 2022 | 7. dubna 2022      | 4. srpna 2022     |
| 14   | 21   | 9. října 2022     | 21. května 2023 | 6. dubna 2023      | 15. června 2023   |

## Seznam dílů

### Úvodní díly
Díly Legenda (1. a 2. část) seriálu NCIS posloužily jako pilotní díly pro seriál NCIS: Los Angeles
| Č. v seriálu | Č. v řadě | Původní název    | Český název       | Režie              | Scénář        | Premiéra v USA | Premiéra v ČR (TV Nova) |
| ------------ | --------- | ---------------- | ----------------- | ------------------ | ------------- | -------------- | ----------------------- |
| 135          | 22        | Legend (Part I)  | Legenda (1. část) | Tony Wharmby       | Shane Brennan | 28. dubna 2009 | 18. října 2010          |
| 136          | 23        | Legend (Part II) | Legenda (2. část) | James Whitmore ml. | Shane Brennan | 5. května 2009 | 25. října 2010          |

### První řada (2009–2010)
| Č. v seriálu | Č. v řadě | Původní název      | Český název                 | Režie              | Scénář                           | Premiéra v USA     | Premiéra v ČR (Prima Cool) |
| ------------ | --------- | ------------------ | --------------------------- | ------------------ | -------------------------------- | ------------------ | -------------------------- |
| 1            | 1         | Identity           | Skrytá identita             | James Whitmore ml. | Shane Brennan                    | 22. září 2009      | 5. dubna 2011              |
| 2            | 2         | The Only Easy Day  | Jediný klidný den byl včera | Terrence O'Hara    | R. Scott Gemmill                 | 29. září 2009      | 12. dubna 2011             |
| 3            | 3         | Predator           | Predátor                    | Tony Wharmby       | Dave Kalstein                    | 6. října 2009      | 19. dubna 2011             |
| 4            | 4         | Search and Destroy | Najdi a znič                | Steve Boyum        | Gil Grant                        | 13. října 2009     | 26. dubna 2011             |
| 5            | 5         | Killshot           | Korejská spojka             | David Barrett      | Shane Brennan                    | 20. října 2009     | 3. května 2011             |
| 6            | 6         | Keepin' It Real    | K nerozeznání               | Leslie Libman      | Matt Pyken                       | 3. listopadu 2009  | 10. května 2011            |
| 7            | 7         | Pushback           | Závan minulosti             | Paris Barclay      | Shane Brennan                    | 10. listopadu 2009 | 17. května 2011            |
| 8            | 8         | Ambush             | Útok ze zálohy              | Rod Holcomb        | Lindsay Sturman                  | 17. listopadu 2009 | 24. května 2011            |
| 9            | 9         | Random on Purpose  | Úmyslná náhoda              | Steven DePaul      | Speed Weed                       | 24. listopadu 2009 | 31. května 2011            |
| 10           | 10        | Brimstone          | Vražedná víra               | Terrence O'Hara    | R. Scott Gemmill                 | 15. prosince 2009  | 7. června 2011             |
| 11           | 11        | Breach             | Narušení                    | Perry Lang         | R. Scott Gemmill a Shane Brennan | 5. ledna 2010      | 14. června 2011            |
| 12           | 12        | Past Lives         | Ozvěna starých časů         | Elodie Keene       | Dave Kalstein                    | 12. ledna 2010     | 21. června 2011            |
| 13           | 13        | Missing            | Nezvěstný                   | David Barrett      | Gil Grant, Matt Pyken            | 26. ledna 2010     | 28. června 2011            |
| 14           | 14        | LD50               | Smrtelná dávka              | Jonathan Frakes    | Speed Weed a R. Scott Gemmill    | 2. února 2010      | 5. července 2011           |
| 15           | 15        | The Bank Job       | Poplach v bance             | Terrence O'Hara    | Dave Kalstein                    | 9. února 2010      | 12. července 2011          |
| 16           | 16        | Chinatown          | Čínská čtvrť                | Alan J. Levi       | Lindsay Sturman                  | 2. března 2010     | 19. července 2011          |
| 17           | 17        | Full Throttle      | Na plný plyn                | David Barrett      | Joseph C. Wilson                 | 9. března 2010     | 26. července 2011          |
| 18           | 18        | Blood Brothers     | Pokrevní bratři             | Karen Gaviola      | Tim Clemente                     | 16. března 2010    | 2. srpna 2011              |
| 19           | 19        | Hand-to-Hand       | Boj zblízka                 | Paris Barclay      | Matt Pyken                       | 6. dubna 2010      | 9. srpna 2011              |
| 20           | 20        | Fame               | Pozlátko                    | Dennis Smith       | Speed Weed                       | 27. dubna 2010     | 16. srpna 2011             |
| 21           | 21        | Found              | Naděje umírá poslední       | James Whitmore ml. | R. Scott Gemmill                 | 4. května 2010     | 23. srpna 2011             |
| 22           | 22        | Hunted             | Lov                         | Steven DePaul      | Corey Miller                     | 11. května 2010    | 30. srpna 2011             |
| 23           | 23        | Burned             | Odhalení                    | Steve Boyum        | Dave Kalstein                    | 18. května 2010    | 6. září 2011               |
| 24           | 24        | Callen, G          | Callen. G                   | Tony Wharmby       | Shane Brennan                    | 25. května 2010    | 13. září 2011              |

### Druhá řada (2010–2011)
| Č. v seriálu | Č. v řadě | Původní název    | Český název           | Režie              | Scénář                           | Premiéra v USA     | Premiéra v ČR (Prima Cool) |
| ------------ | --------- | ---------------- | --------------------- | ------------------ | -------------------------------- | ------------------ | -------------------------- |
| 25           | 1         | Human Traffic    | Převaděč              | James Whitmore ml. | Shane Brennan                    | 21. září 2010      | 16. února 2012             |
| 26           | 2         | Black Widow      | Černá vdova           | Kate Woods         | Dave Kalstein                    | 21. září 2010      | 23. února 2012             |
| 27           | 3         | Borderline       | Hranice               | Terrence O'Hara    | R. Scott Gemmill                 | 28. září 2010      | 1. března 2012             |
| 28           | 4         | Special Delivery | Zvláštní zásilka      | Tony Wharmby       | Gil Grant                        | 5. října 2010      | 8. března 2012             |
| 29           | 5         | Little Angels    | Malí andílci          | Steven DePaul      | Frank Military                   | 12. října 2010     | 15. března 2012            |
| 30           | 6         | Standoff         | Vyrovnaný účet        | Dennis Smith       | Joseph C. Wilson                 | 19. října 2010     | 22. března 2012            |
| 31           | 7         | Anonymous        | Anonymně              | Norberto Barba     | Christina M. Kim                 | 26. října 2010     | 29. března 2012            |
| 32           | 8         | Bounty           | Odměna za hlavu       | Felix Alcala       | Dave Kalstein                    | 9. listopadu 2010  | 5. dubna 2012              |
| 33           | 9         | Absolution       | Rozhřešení            | Steven DePaul      | R. Scott Gemmill                 | 16. listopadu 2010 | 12. dubna 2012             |
| 34           | 10        | Deliverance      | Vysvobození           | Tony Wharmby       | Frank Military, Shane Brennan    | 23. listopadu 2010 | 19. dubna 2012             |
| 35           | 11        | Disorder         | Posttraumatický stres | Jonathan Frakes    | R. Scott Gemmill, Shane Brennan  | 14. prosince 2010  | 26. dubna 2012             |
| 36           | 12        | Overwatch        | Vražda v márnici      | Karen Gaviola      | Lindsay Jewett Sturman           | 11. ledna 2011     | 3. května 2012             |
| 37           | 13        | Archangel        | Archanděl             | Tony Wharmby       | R. Scott Gemmill, Shane Brennan  | 18. ledna 2011     | 10. května 2012            |
| 38           | 14        | Lockup           | Útěk z vězení         | Jan Eliasberg      | Christina M. Kim, Frank Military | 1. února 2011      | 17. května 2012            |
| 39           | 15        | Tin Soldiers     | Cínoví vojáčci        | Terrence O'Hara    | R. Scott Gemmill                 | 8. února 2011      | 24. května 2012            |
| 40           | 16        | Empty Quiver     | Prázdné hnízdo        | James Whitmore     | Dave Kalstein                    | 15. února 2011     | 31. května 2012            |
| 41           | 17        | Personal         | Osobní věc            | Kate Woods         | Joseph C. Wilson                 | 22. února 2011     | 7. června 2012             |
| 42           | 18        | Harm's Way       | Jít z cesty           | Tony Wharmby       | Shane Brennan                    | 1. března 2011     | 14. června 2012            |
| 43           | 19        | Enemy Within     | Vnitřní nepřítel      | Steven DePaul      | Lindsay Jewett Sturman           | 22. března 2011    | 21. června 2012            |
| 44           | 20        | The Job          | Poslední kšeft        | Terrence O'Hara    | Frank Military, Christina M. Kim | 29. března 2011    | 28. června 2012            |
| 45           | 21        | Rocket Man       | Raketový muž          | Dennis Smith       | Roger Director                   | 12. dubna 2011     | 5. července 2012           |
| 46           | 22        | Plan B           | Plán B                | James Whitmore ml. | Dave Kalstein, Joseph C. Wilson  | 3. května 2012     | 12. července 2012          |
| 47           | 23        | Imposters        | Podvodníci            | John P. Kousakis   | R. Scott Gemmill                 | 10. května 2011    | 19. července 2012          |
| 48           | 24        | Familia          | Rodina                | James Whitmore ml. | Shane Brennan                    | 17. května 2011    | 26. července 2012          |

### Třetí řada (2011–2012)
| Č. v seriálu | Č. v řadě | Původní název            | Český název             | Režie              | Scénář                                          | Premiéra v USA     | Premiéra v ČR (Prima Cool) |
| ------------ | --------- | ------------------------ | ----------------------- | ------------------ | ----------------------------------------------- | ------------------ | -------------------------- |
| 49           | 1         | Lange, H.                | H. Langová              | Tony Wharmby       | Shane Brennan                                   | 20. září 2010      | 22. listopadu 2013         |
| 50           | 2         | Cyber Threat             | Kyberhrozba             | Dennis Smith       | R. Scott Gemmill                                | 27. září 2011      | 22. listopadu 2013         |
| 51           | 3         | Backstopped              | Nová totožnost          | Terrence O'Hara    | Dave Kalstein, Shane Brennan                    | 4. října 2011      | 1. března 2013             |
| 52           | 4         | Deadline                 | Nůž na krku             | Kate Woods         | Gil Grant                                       | 11. října 2011     | 1. března 2013             |
| 53           | 5         | Sacrifice                | Oběť                    | John P. Kousakis   | Joseph C. Wilson                                | 18. října 2011     | 8. března 2013             |
| 54           | 6         | Lone Wolf                | Samotář                 | James Whitmore ml. | Christina M. Kim                                | 25. října 2011     | 8. března 2013             |
| 55           | 7         | Honor                    | Čest                    | Tony Wharmby       | Jordana Lewis Jaffe, R. Scott Gemmill           | 1. listopadu 2011  | 15. března 2013            |
| 56           | 8         | Greed                    | Chamtivost              | Jan Eliasberg      | Frank Military                                  | 8. listopadu 2011  | 15. března 2013            |
| 57           | 9         | Betrayal                 | Zrada                   | Karen Gaviola      | Frank Military                                  | 15. listopadu 2011 | 22. března 2013            |
| 58           | 10        | The Debt                 | Dluh                    | Steven DePaul      | Dave Kalstein                                   | 22. listopadu 2011 | 22. března 2013            |
| 59           | 11        | Higher Power             | Vyšší moc               | Kevin Bray         | Joe Sachs                                       | 13. prosince 2011  | 29. března 2013            |
| 60           | 12        | The Watchers             | Strážci                 | Tony Wharmby       | LR. Scott Gemmill                               | 3. ledna 2012      | 29. března 2013            |
| 61           | 13        | Exit Strategy            | Úniková strategie       | Dennis Smith       | Gregory Weidman                                 | 10. ledna 2012     | 5. dubna 2013              |
| 62           | 14        | Partners                 | Parťáci                 | Eric Laneuville    | Gil Grant, Dave Kalstein                        | 7. února 2012      | 5. dubna 2013              |
| 63           | 15        | Crimeleon                | Chameleon               | Terrence O'Hara    | Frank Military                                  | 14. února 2012     | 12. dubna 2013             |
| 64           | 16        | Blye, K. (Part 1)        | Kenzi Blyeová (1. část) | Jonathan Frakes    | Joseph C. Wilson                                | 21. února 2012     | 12. dubna 2013             |
| 65           | 17        | Blye, K. (Part 2)        | Kenzi Blyeová (2. část) | Terrence O'Hara    | Dave Kalstein                                   | 28. února 2012     | 19. dubna 2013             |
| 66           | 18        | The Dragon and the Fairy | Drak a víla             | Tony Wharmby       | Joe Sachs                                       | 20. března 2012    | 19. dubna 2013             |
| 67           | 19        | Vengeance                | Pomsta                  | James Whitmore ml. | Frank Military                                  | 27. března 2012    | 26. dubna 2013             |
| 68           | 20        | Patriot Acts             | Vysoká hra patriotů     | Dennis Smith       | Jordana Lewis Jaffe                             | 10. dubna 2012     | 26. dubna 2013             |
| 69           | 21        | Touch of Death           | Dotek smrti             | Tony Wharmby       | Michele Fazekas, Tara Butters, R. Scott Gemmill | 1. května 2012     | 3. května 2013             |
| 70           | 22        | Neighborhood Watch       | Sousedská hlídka        | Robert Florio      | Christina M. Kim                                | 8. května 2013     | 3. května 2013             |
| 71           | 23        | Sans Voir (Part 1)       | Šachy naslepo (1. část) | John P. Kousakis   | Gil Grant                                       | 15. května 2012    | 10. května 2013            |
| 72           | 24        | Sans Voir (Part 2)       | Šachy naslepo (2. část) | Terrence O'Hara    | Shane Brennan                                   | 15. května 2012    | 10. května 2013            |

### Čtvrtá řada (2012–2013)
| Č. v seriálu | Č. v řadě | Původní název     | Český název        | Režie              | Scénář                        | Premiéra v USA     | Premiéra v ČR (Prima Cool) |
| ------------ | --------- | ----------------- | ------------------ | ------------------ | ----------------------------- | ------------------ | -------------------------- |
| 73           | 1         | Endgame           | Koncovka           | Terrence O'Hara    | Shane Brennan                 | 25. září 2012      | 1. listopadu 2013          |
| 74           | 2         | Recruit           | Rekrut             | James Whitmore ml. | R. Scott Gemmill              | 2. října 2012      | 1. listopadu 2013          |
| 75           | 3         | The Fifth Man     | Pátý muž           | John P. Kousakis   | Dave Kalstein                 | 9. října 2012      | 8. listopadu 2013          |
| 76           | 4         | Dead Body Politic | Odepsaná kampaň    | Tony Wharmby       | Jordana Lewis Jaffe           | 23. října 2012     | 8. listopadu 2013          |
| 77           | 5         | Out of the Past   | Z minulosti        | Dennis Smith       | Frank Military                | 30. října 2012     | 15. listopadu 2013         |
| 78           | 6         | Rude Awakenings   | Drsná procitnutí   | Karen Gaviola      | Frank Military                | 13. listopadu 2012 | 15. listopadu 2013         |
| 79           | 7         | Skin Deep         | Pod kůží           | Paul A. Kaufman    | Gil Grant                     | 20. listopadu 2012 | 22. listopadu 2013         |
| 80           | 8         | Collateral        | Civilní ztráty     | Kate Woods         | Cheo Hodari Coker             | 27. listopadu 2012 | 22. listopadu 2013         |
| 81           | 9         | The Gold Standard | Zlatý standard     | Tony Wharmby       | Joseph C. Wilson              | 11. prosince 2012  | 29. listopadu 2013         |
| 82           | 10        | Free Ride         | Volná jízda        | Jonathan Frakes    | Tim Clemente, R. Scott Gemmil | 18. prosince 2012  | 29. listopadu 2013         |
| 83           | 11        | Drive             | Jízda              | Steven DePaul      | Joe Sachs                     | 8. ledna 2013      | 6. prosince 2013           |
| 84           | 12        | Paper Soldiers    | Papíroví vojáci    | Terrence O'Hara    | Jordana Lewis Jaffe           | 15. ledna 2013     | 6. prosince 2013           |
| 85           | 13        | The Chosen One    | Vyvolený           | Paul A. Kaufman    | Cheo Hodari Coker             | 29. ledna 2013     | 13. prosince 2013          |
| 86           | 14        | Kill House        | Cvičný tým         | Larry Teng         | Dave Kalstein                 | 5. února 2013      | 13. prosince 2013          |
| 87           | 15        | History           | Učitel historie    | James Whitmore ml. | Scott Sullivan                | 19. února 2013     | 20. prosince 2013          |
| 88           | 16        | Lokhay            | Přísaha            | Diana C. Valentine | Joseph C. Wilson              | 26. února 2013     | 20. prosince 2013          |
| 89           | 17        | Wanted            | Hledaný            | Chris O'Donnell    | R. Scott Gemmill              | 5. března 2013     | 27. prosince 2013          |
| 90           | 18        | Red (Part 1)      | Rudý tým (1. část) | Tony Wharmby       | Shane Brennan                 | 19. března 2013    | 27. prosince 2013          |
| 91           | 19        | Red (Part 2)      | Rudý tým (2. část) | Tony Wharmby       | Shane Brennan                 | 26. března 2013    | 3. ledna 2014              |
| 92           | 20        | Purity            | Očista             | Eric Laneuville    | Joe Sachs                     | 9. dubna 2013      | 3. ledna 2014              |
| 93           | 21        | Resurrection      | Vzkříšení          | Eric A. Pot        | Dave Kalsteinm Gil Grant      | 23. dubna 2013     | 10. ledna 2014             |
| 94           | 22        | Raven & The Swans | Havran a labutě    | Robert Florio      | R. Scott Gemmill              | 30. dubna 2013     | 10. ledna 2014             |
| 95           | 23        | Parley            | Krvavé diamanty    | John P. Kousakis   | Cheo Hodari Coker             | 7. května 2013     | 17. ledna 2014             |
| 96           | 24        | Descent           | Sešup              | Terrence O'Hara    | Frank Military                | 14. května 2013    | 17. ledna 2014             |

### Pátá řada (2013–2014)
| Č. v seriálu | Č. v řadě | Původní název       | Český název                   | Režie              | Scénář                                 | Premiéra v USA     | Premiéra v ČR (Prima Cool) |
| ------------ | --------- | ------------------- | ----------------------------- | ------------------ | -------------------------------------- | ------------------ | -------------------------- |
| 97           | 1         | Ascension           | Vzestup                       | Terrence O'Hara    | Frank Military                         | 24. září 2013      | 2. ledna 2015              |
| 98           | 2         | Impact              | Havárie                       | Jonathan Frakes    | Sara Servi a R. Scott Gemmill          | 1. října 2013      | 2. ledna 2015              |
| 99           | 3         | Omni                | Omni                          | Larry Teng         | Kyle Harimoto                          | 8. října 2013      | 9. ledna 2015              |
| 100          | 4         | Reznikov, N.        | Splacený dluh                 | Tony Wharmby       | Shane Brennan                          | 15. října 2013     | 9. ledna 2015              |
| 101          | 5         | Unwritten Rule      | Nepsané pravidlo              | Larry Teng         | Joseph C. Wilson a Jordana Lewis Jaffe | 22. října 2013     | 16. ledna 2015             |
| 102          | 6         | Big Brother         | Velký bratr                   | Steven DePaul      | Jordana Lewis Jaffe                    | 29. října 2013     | 16. ledna 2015             |
| 103          | 7         | The Livelong Day    | Dlouhý den                    | Dennis Smith       | Joe Sachs                              | 5. listopadu 2013  | 23. ledna 2015             |
| 104          | 8         | Fallout             | Radiační poplach              | Diana C. Valentine | Joseph C. Wilson                       | 12. listopadu 2013 | 23. ledna 2015             |
| 105          | 9         | Recovery            | Vila klidu                    | Paul A. Kaufman    | Gil Grant                              | 19. listopadu 2013 | 30. ledna 2015             |
| 106          | 10        | The Frozen Lake     | Zamrzlé jezero                | John P. Kousakis   | Dave Kalstein                          | 26. listopadu 2013 | 30. ledna 2015             |
| 107          | 11        | Iron Curtain Rising | Zvedá se železná opona        | Tony Wharmby       | Jordana Lewis Jaffe                    | 10. prosince 2013  | 6. února 2015              |
| 108          | 12        | Merry Evasion       | Senátorova dcera              | Karen Gaviola      | Kyle Harimoto                          | 17. prosince 2013  | 6. února 2015              |
| 109          | 13        | Allegiance          | Věrnost                       | Eric Laneuville    | Frank Military a Andrew Bartels        | 14. ledna 2014     | 13. února 2015             |
| 110          | 14        | War Cries           | Válečný pláč                  | James Hanlon       | R. Scott Gemmill                       | 4. února 2014      | 13. února 2015             |
| 111          | 15        | Tuhon               | Starý přítel                  | Christine Moore    | Dave Kalstein                          | 25. února 2014     | 20. února 2015             |
| 112          | 16        | Fish Out of Water   | Ryba na suchu                 | Terrence O'Hara    | Joe Sachs                              | 4. března 2014     | 20. února 2015             |
| 113          | 17        | Between the Lines   | Mezi řádky                    | Dennis Smith       | Joseph C. Wilson                       | 18. března 2014    | 27. února 2015             |
| 114          | 18        | Zero Days           | Nultý den                     | Tony Wharmby       | Andrew Bartels                         | 25. března 2014    | 27. února 2015             |
| 115          | 19        | Spoils of War       | Válečná kořist                | Frank Military     | Frank Military                         | 1. dubna 2014      | 6. března 2015             |
| 116          | 20        | Windfall            | Přímo na očích                | Eric A. Pot        | Gil Grant                              | 8. dubna 2014      | 6. března 2015             |
| 117          | 21        | Three Hearts        | Tři srdce                     | Diana C. Valentine | Dave Kalstein a Kyle Harimoto          | 15. dubna 2014     | 13. března 2015            |
| 118          | 22        | One More Chance     | Ještě jedna příležitost       | Tony Wharmby       | David J. North                         | 29. dubna 2014     | 13. března 2015            |
| 119          | 23        | Exposure            | Odhalení                      | Robert Florio      | Joseph C. Wilson a Jordana Lewis Jaffe | 6. května 2014     | 20. března 2015            |
| 120          | 24        | Deep Trouble        | Hluboko v nesnázích (1. část) | Larry Teng         | R. Scott Gemmill                       | 13. května 2014    | 20. března 2015            |

### Šestá řada (2014–2015)
| Č. v seriálu | Č. v řadě | Původní název         | Český název                   | Režie               | Scénář                             | Premiéra v USA     | Premiéra v ČR (Prima Cool) |
| ------------ | --------- | --------------------- | ----------------------------- | ------------------- | ---------------------------------- | ------------------ | -------------------------- |
| 121          | 1         | Deep Trouble (Part 2) | Hluboko v nesnázích (2. část) | Dennis Smith        | R. Scott Gemmill                   | 29. září 2014      | 20. listopadu 2015         |
| 122          | 2         | Inelegant Heart       | Neelegantní srdce             | John Peter Kousakis | R. Scott Gemmill                   | 6. října 2014      | 20. listopadu 2015         |
| 123          | 3         | Praesidium            | Prezídium                     | Dennis Smith        | Erin Broadhurst a R. Scott Gemmill | 13. října 2014     | 27. listopadu 2015         |
| 124          | 4         | The 3rd Choir         | Třetí Triáda                  | Diana C. Valentine  | Dana Scanlon a R. Scott Gemmill    | 20. října 2014     | 27. listopadu 2015         |
| 125          | 5         | Black Budget          | Tajný rozpočet                | Dennis Smith        | Frank Military                     | 27. října 2014     | 4. prosince 2015           |
| 126          | 6         | SEAL Hunter           | Lovec námořníků               | Chris O'Donnell     | Sara Servi a Frank Military        | 3. listopadu 2014  | 4. prosince 2015           |
| 127          | 7         | Leipei                | Dron                          | David Rodriguez     | Kyle Harimoto                      | 10. listopadu 2014 | 11. prosince 2015          |
| 128          | 8         | The Grey Man          | Stín                          | James Hanlon        | Andrew Bartels                     | 17. listopadu 2014 | 11. prosince 2015          |
| 129          | 9         | Traitor               | Zrádce                        | Eric A. Pot         | Michael Udesky a R. Scott Gemmill  | 24. listopadu 2014 | 18. prosince 2015          |
| 130          | 10        | Reign Fall            | Konec vlády                   | Christine Moore     | Joseph C. Wilson                   | 8. prosince 2014   | 18. prosince 2015          |
| 131          | 11        | Humbug                | Humbuk                        | Tony Wharmby        | Kyle Harimoto a Andrew Bartels     | 15. prosince 2014  | 25. prosince 2015          |
| 132          | 12        | Spiral                | Spirála                       | Larry Teng          | Dave Kalstein                      | 5. ledna 2015      | 25. prosince 2015          |
| 133          | 13        | In The Line Of Duty   | Při výkonu služby             | Karen Gaviola       | Tim Clemente                       | 19. ledna 2015     | 1. ledna 2016              |
| 134          | 14        | Black Wind            | Černý vítr                    | Dennis Smith        | Joe Sachs                          | 2. února 2015      | 1. ledna 2016              |
| 135          | 15        | Forest for the Trees  | Pro strom není vidět les      | Diana C. Valentine  | Gil Grant                          | 9. února 2015      | 8. ledna 2016              |
| 136          | 16        | Expiration Date       | Poslední hodina               | Terence Nightingall | Dave Kalstein                      | 23. února 2015     | 8. ledna 2016              |
| 137          | 17        | Savoir Faire          | Výcvik                        | Eric Laneuville     | Jordana Lewis Jaffe                | 9. března 2015     | 15. ledna 2016             |
| 138          | 18        | Fighting Shadows      | Boj se stíny                  | Tony Wharmby        | Andrew Bartels                     | 23. března 2015    | 15. ledna 2016             |
| 139          | 19        | Blaze of Glory        | Třpyt slávy                   | Terrence O'Hara     | Joe Sachs                          | 30. března 2015    | 22. ledna 2016             |
| 140          | 20        | Rage                  | Dosah                         | Frank Military      | Frank Military                     | 13. dubna 2015     | 22. ledna 2016             |
| 141          | 21        | Beacon                | Maják                         | Diana C. Valentine  | Jordana Lewis Jaffe                | 20. dubna 2015     | 29. ledna 2016             |
| 142          | 22        | Field of Fire         | Palebné pole                  | Robert Florio       | Gil Grant                          | 27. dubna 2015     | 29. ledna 2016             |
| 143          | 23        | Kolcheck, A.          | Kolčev                        | James Hanlon        | Joseph C. Wilson                   | 11. května 2015    | 5. února 2016              |
| 144          | 24        | Chernoff, K.          | Černov                        | John Peter Kousakis | Kyle Harimoto                      | 18. května 2015    | 5. února 2016              |

### Sedmá řada (2015–2016)
| Č. v seriálu | Č. v řadě | Původní název          | Český název         | Režie               | Scénář                           | Premiéra v USA     | Premiéra v ČR (AXN) |
| ------------ | --------- | ---------------------- | ------------------- | ------------------- | -------------------------------- | ------------------ | ------------------- |
| 145          | 1         | Active Measures        | Aktivní opatření    | John Peter Kousakis | R. Scott Gemmill                 | 21. září 2015      | 7. dubna 2016       |
| 146          | 2         | Citadel                | Citadela            | Eric Laneuville     | Dave Kalstein                    | 28. září 2015      | 14. dubna 2016      |
| 147          | 3         | Driving Miss Diaz      | Řidič slečny Diaz   | James Hanlon        | Andrew Bartels                   | 5. října 2015      | 21. dubna 2016      |
| 148          | 4         | Command & Control      | Řízení a kontrola   | Terrence O'Hara     | Kyle Harimoto                    | 12. října 2015     | 28. dubna 2016      |
| 149          | 5         | Blame It on Rio        | Za všechno může Rio | Dennis Smith        | R. Scott Gemmill                 | 19. října 2015     | 5. května 2016      |
| 150          | 6         | Unspoken               | V utajení           | Diana C. Valentine  | Erin Broadhurst a Frank Military | 2. listopadu 2015  | 12. května 2016     |
| 151          | 7         | An Unlocked Mind       | Otevřená mysl       | Chris O'Donnell     | Frank Military                   | 9. listopadu 2015  | 19. května 2016     |
| 152          | 8         | The Long Goodbye       | Dlouhé sbohem       | John Peter Kousakis | Dave Kalstein                    | 16. listopadu 2015 | 26. května 2016     |
| 153          | 9         | Defectors              | Nábor               | Dennis Smith        | Jordana Lewis Jaffe              | 23. listopadu 2015 | 3. června 2016      |
| 154          | 10        | Internal Affairs       | Vnitřní záležitosti | Eric Pot            | Chad Mazero a R. Scott Gemmill   | 7. prosince 2015   | 10. června 2016     |
| 155          | 11        | Cancel Christmas       | Zrušte Vánoce       | Paul A. Kaufman     | Joseph C. Wilson                 | 14. prosince 2015  | 17. června 2016     |
| 156          | 12        | Core Values            | Ryzí hodnoty        | Karen Gaviola       | Joe Sachs                        | 4. ledna 2016      | 23. června 2016     |
| 157          | 13        | Angels & Daemons       | Andělé a démoni     | James Hanlon        | Andrew Bartels                   | 18. ledna 2016     | 30. června 2016     |
| 158          | 14        | Come Back              | Návrat              | Eric Laneuville     | Erin Broadhurst                  | 25. ledna 2016     | 7. července 2016    |
| 159          | 15        | Matryoshka             | Matrjoška (1. část) | Dennis Smith        | Kyle Harimoto a R. Scott Gemmill | 8. února 2016      | 14. července 2016   |
| 160          | 16        | Matryoshka, Part 2     | Matrjoška (2. část) | Terrence O'Hara     | Kyle Harimoto a R. Scott Gemmill | 22. února 2016     | 21. července 2016   |
| 161          | 17        | Revenge Deferred       | Pomsta se odkládá   | Rick Tunell         | Frank Military and Chad Mazero   | 29. února 2016     | 28. července 2016   |
| 162          | 18        | Exchange Rate          | Výměna              | Tawnia McKiernan    | Jordana Lewis Jaffe              | 14. března 2016    | 4. srpna 2016       |
| 163          | 19        | The Seventh Child      | Sedmé dítě          | Frank Military      | Frank Military                   | 21. března 2016    | 11. srpna 2016      |
| 164          | 20        | Seoul Man              | Korejec             | Diana C. Valentine  | Joe Sachs                        | 28. března 2016    | 18. srpna 2016      |
| 165          | 21        | Head of the Snake      | Hlava hada          | Robert Florio       | Joseph C. Wilson                 | 11. dubna 2016     | 25. srpna 2016      |
| 166          | 22        | Granger, O.            | Granger             | Dennis Smith        | Kyle Harimoto                    | 18. dubna 2016     | 1. září 2016        |
| 167          | 23        | Where There's Smoke... | Není kouře bez ohně | James Hanlon        | Andrew Bartels                   | 25. dubna 2016     | 8. září 2016        |
| 168          | 24        | Talion                 | Oko za oko          | John P. Kousakis    | R. Scott Gemmill                 | 2. května 2016     | 15. září 2016       |

### Osmá řada (2016–2017)
| Č. v seriálu | Č. v řadě | Původní název                       | Český název                | Režie                           | Scénář                               | Premiéra v USA     | Premiéra v ČR (AXN)         |
| ------------ | --------- | ----------------------------------- | -------------------------- | ------------------------------- | ------------------------------------ | ------------------ | --------------------------- |
| 169-170      | 12        | High-Value TargetBelly of the Beast | Cenný cílV břiše netvora   | Tawnia McKiernanTerrence O'Hara | R. Scott Gemmill                     | 25. září 2016      | 6. dubna 201713. dubna 2017 |
| 171          | 3         | The Queen's Gambit                  | Královský gambit           | Dennis Smith                    | R. Scott Gemmill                     | 1. října 2016      | 20. dubna 2017              |
| 172          | 4         | Black Market                        | Černý trh                  | James Hanlon                    | Jordana Lewis Jaffee                 | 16. října 2016     | 27. dubna 2017              |
| 173          | 5         | Ghost Gun                           | Nelegální zbraň            | Benny Boom                      | Kyle Harimoto                        | 23. října 2016     | 4. května 2017              |
| 174          | 6         | Home Is Where the Heart Is          | Domov je tam, kde je srdce | Eric Pot                        | Joseph C. Wilson                     | 30. října 2016     | 11. května 2017             |
| 175          | 7         | Crazy Train                         | Vlak šílenství             | Diana C. Valentine              | Frank Military                       | 6. listopadu 2016  | 18. května 2017             |
| 176          | 8         | Parallel Resistors                  | Paralelní rezistory        | Eric Laneuville                 | Joe Sachs                            | 13. listopadu 2016 | 25. května 2017             |
| 177          | 9         | Glasnost                            | Glasnosť                   | John Peter Kousakis             | Andrew Bartels                       | 20. listopadu 2016 | 1. června 2017              |
| 178          | 10        | Sirens                              | Sirén                      | Jonathan Frakes                 | Erin Broadhurst                      | 27. listopadu 2016 | 8. června 2017              |
| 179          | 11        | Tidings We Bring                    | Nesem vám noviny           | James Hanlon                    | Chad Mazero                          | 18. prosince 2016  | 15. června 2017             |
| 180          | 12        | Kulinda                             | Kulinda                    | Tawnia McKiernan                | Kyle Harimoto                        | 8. ledna 2017      | 22. června 2017             |
| 181          | 13        | Hot Water                           | Horká voda                 | Dennis Smith                    | Anastasia Kousakis                   | 15. ledna 2017     | 29. června 2017             |
| 182          | 14        | Under Siege                         | V obležení                 | Ruba Nadda                      | R. Scott Gemmill                     | 29. ledna 2017     | 13. července 2017           |
| 183          | 15        | Payback                             | Odplata                    | Terrence O'Hara                 | Jordana Lewis Jaffe                  | 19. února 2017     | 20. července 2017           |
| 184          | 16        | Old Tricks                          | Staré triky                | Terence Nightingall             | Andrew Bartels                       | 5. března 2017     | 27. července 2017           |
| 185          | 17        | Queen Pin                           | Partie královny            | Eric Laneuville                 | Joseph C. Wilson                     | 12. března 2017    | 3. srpna 2017               |
| 186          | 18        | Getaway                             | Útěk                       | Tony Wharmby                    | Erin Broadhurst                      | 19. března 2017    | 10. srpna 2017              |
| 187          | 19        | 767                                 | Let 767                    | Benny Boom                      | Kyle Harimoto                        | 26. března 2017    | 17. srpna 2017              |
| 188          | 20        | From Havana with Love               | Srdečné pozdravy z Havany  | Dennis Smith                    | Joe Sachs                            | 9. dubna 2017      | 24. srpna 2017              |
| 189          | 21        | Battle Scars                        | Válečné jizvy              | James Whitmore Jr.              | Jordana Lewis Jaffe a Andrew Bartels | 23. dubna 2017     | 31. srpna 2017              |
| 190          | 22        | Golden Days                         | Zlaté časy                 | Ruba Nadda                      | Joseph C. Wilson a Lee A. Carlisle   | 30. dubna 2017     | 7. září 2017                |
| 191          | 23        | Uncaged                             | Puštěný z klece            | Frank Military                  | Frank Military                       | 7. května 2017     | 14. září 2017               |
| 192          | 24        | Unleashed                           | Utržený ze řetězu          | John P. Kousakis                | R. Scott Gemmill                     | 14. května 2017    | 21. září 2017               |

### Devátá řada (2017–2018)
| Č. v seriálu | Č. v řadě | Původní název                    | Český název                | Režie                             | Scénář                                     | Premiéra v USA     | Premiéra v ČR (AXN)       |
| ------------ | --------- | -------------------------------- | -------------------------- | --------------------------------- | ------------------------------------------ | ------------------ | ------------------------- |
| 193          | 1         | Party Crashers                   | Třetí strana               | John Peter Kousakis               | R. Scott Gemmill                           | 1. října 2017      | 5. dubna 2018             |
| 194          | 2         | Se Murio El Payaso               | Smrt klauna                | Rick Tunell                       | Kyle Harimoto                              | 8. října 2017      | 12. dubna 2018            |
| 195          | 3         | Assets                           | Zrádce                     | Tawnia McKiernan                  | Kyle Harimoto                              | 15. října 2017     | 19. dubna 2018            |
| 196          | 4         | Plain Sight                      | Přímo na očích             | Dennis Smith                      | Joseph C. Wilson                           | 22. října 2017     | 26. dubna 2018            |
| 197          | 5         | Mountebank                       | Heslo Mountebank           | Terrence O'Hara                   | Jordana Lewis Jaffe                        | 29. října 2017     | 3. května 2018            |
| 198          | 6         | Can I Get a Witness?             | Můžu dostat svědka?        | James Hanlon                      | Chad Mazero                                | 5. listopadu 2017  | 10. května 2018           |
| 199          | 7         | The Silo                         | Silo                       | James Whitmore, Jr.               | Frank Military                             | 12. listopadu 2017 | 17. května 2018           |
| 200          | 8         | This Is What We Do               | Tohle děláme               | John Peter Kousakis               | R. Scott Gemmill                           | 19. listopadu 2017 | 24. května 2018           |
| 201          | 9         | Fool Me Twice                    | Dvakrát mě neošáliš        | Benny Boom                        | Andrew Bartels                             | 26. listopadu 2017 | 31. května 2018           |
| 202          | 10        | Forasteira                       | Cizinka                    | Eric Pot                          | Erin Broadhurst                            | 10. prosince 2017  | 7. června 2018            |
| 203          | 11        | All is Bright                    | Vše je rozzářené           | Ruba Nadda                        | Chad Mazero                                | 17. prosince 2017  | 14. června 2018           |
| 204          | 12        | Under Pressure                   | Pod tlakem                 | Diana C. Valentine                | Joe Sachs                                  | 7. ledna 2018      | 21. června 2018           |
| 205          | 13        | Các Tù Nhân                      | Tajnosti                   | James Hanlon                      | R. Scott Gemmill                           | 14. ledna 2018     | 28. června 2018           |
| 206          | 14        | Goodbye, Vietnam                 | Sbohem Vietname            | John Peter Kousakis               | R. Scott Gemmill                           | 11. března 2018    | 5. července 2018          |
| 207          | 15        | Liabilities                      | Riziko                     | Lily Mariye                       | Kyle Harimoto                              | 18. března 2018    | 12. července 2018         |
| 208          | 16        | Warrior Of Peace                 | Bojovník za mír            | Terence Nightingall               | Andrew Bartels                             | 25. března 2018    | 19. července 2018         |
| 209          | 17        | The Monster                      | Zrůda                      | Dennis Smith                      | Adam George Key a Frank Military           | 1. dubna 2018      | 26. července 2018         |
| 210          | 18        | Vendetta                         | Pomsta                     | James Whitmore, Jr.               | Jordana Lewis Jaffe                        | 8. dubna 2018      | 2. srpna 2018             |
| 211          | 19        | Outisde The Lines                | Mimo pravidla              | Suzanne Saltz                     | Joseph C. Wilson                           | 22. dubna 2018     | 9. srpna 2018             |
| 212          | 20        | Reentry                          | Návrat                     | Eric Pot                          | Lee A. Carlisle a Andrew Bartels           | 29. dubna 2018     | 16. srpna 2018            |
| 213          | 21        | Where Everybody Knows Your Name  | Kde každý zná tvé jméno    | Rick Tunell                       | Chad Mazero & Jordana Lewis Jaffe          | 6. května 2018     | 23. srpna 2018            |
| 214          | 22        | Venganza                         | Odplata                    | Yangzom Brauen                    | Erin Broadhurst a Kyle Harimoto            | 13. května 2018    | 30. srpna 2018            |
| 215-216      | 2324      | A Line In The SandNinguna Salida | Čára v pískuBez východiska | Frank MilitaryJohn Peter Kousakis | Frank MilitaryJoe Sachs a R. Scott Gemmill | 20. května 2018    | 6. září 201813. září 2018 |

### Desátá řada (2018–2019)
| Č. v seriálu | Č. v řadě | Původní název             | Český název              | Režie                                           | Scénář                                                         | Premiéra v USA                                   | Premiéra v ČR (AXN)                                   |
| ------------ | --------- | ------------------------- | ------------------------ | ----------------------------------------------- | -------------------------------------------------------------- | ------------------------------------------------ | ----------------------------------------------------- |
| 217          | 1         | To Live and Die in Mexico | Zemřít a žít v Mexiku    | Frank Military                                  | Frank Military                                                 | 30. září 2018                                    | 4. dubna 2019                                         |
| 218          | 2         | Superhuman                | Nadčlověk                | Dennis Smith                                    | Kyle Harimoto                                                  | 7. října 2018                                    | 11. dubna 2019                                        |
| 219          | 3         | The Prince                | Princ                    | Lily Mariye                                     | Andrew Bartels                                                 | 14. října 2018                                   | 18. dubna 2019                                        |
| 220          | 4         | Hit List                  | Seznam                   | Eric Pot                                        | R. Scott Gemmill                                               | 21. října 2018                                   | 25. dubna 2019                                        |
| 221          | 5         | Pro Se                    | Za sebe                  | Benny Boom                                      | Jordana Lewis Jaffe                                            | 28. října 2018                                   | 2. května 2019                                        |
| 222          | 6         | Asesinos                  | Zabijáci                 | Terrence O'Hara                                 | R. Scott Gemmill                                               | 4. listopadu 2018                                | 9. května 2019                                        |
| 223          | 7         | One of Us                 | Jeden z nás              | Dennis Smith                                    | Kyle Harimoto                                                  | 11. listopadu 2018                               | 16. května 2019                                       |
| 224          | 8         | The Patton Project        | Pattonův projekt         | Ruba Nadda                                      | Frank Military                                                 | 18. listopadu 2018                               | 23. května 2019                                       |
| 225          | 9         | A Diamond in the Rough    | Nebroušený diamant       | James Hanlon                                    | Chad Mazero                                                    | 25. listopadu 2018                               | 30. května 2019                                       |
| 226          | 10        | Heist                     | Loupež                   | Yangzom Brauen                                  | Jordana Lewis Jaffe                                            | 9. prosince 2018                                 | 6. června 2019                                        |
| 227          | 11        | Joyride                   | Zběsilá jízda            | Tawnia McKiernan                                | Erin Broadhurst                                                | 16. prosince 2018                                | 13. června 2019                                       |
| 228          | 12        | The Sound of Silence      | Zvuk ticha               | Terence Nightingall                             | Joe Sachs                                                      | 6. ledna 2019                                    | 20. června 2019                                       |
| 229          | 13        | Better Angels             | Lepší andělé             | Diana C. Valentine                              | Frank Military                                                 | 13. ledna 2019                                   | 27. června 2019                                       |
| 230-231      | 1415      | Smokescreen               | Kouřová clona            | Dennis Smith (1. část)Sherwin Shilati (2. část) | Andrew Bartels (1. část)Matt Klafter a Kyle Harimoto (2. část) | 27. ledna 2019 (1. část)17. února 2019 (2. část) | 4. července 2019 (1. část)11. července 2019 (2. část) |
| 232          | 16        | Into the Breach           | Do sporu                 | James Hanlon                                    | Lee A. Carlisle                                                | 3. března 2019                                   | 18. července 2019                                     |
| 233          | 17        | Till Death Do Us Part     | Dokud nás smrt nerozdělí | Tony Wharmby                                    | R. Scott Gemmill                                               | 17. března 2019                                  | 25. července 2019                                     |
| 234          | 18        | Born To Run               | Na útěku                 | Lily Mariye                                     | Jordana Lewis Jaffe                                            | 24. března 2019                                  | 1. srpna 2019                                         |
| 235          | 19        | Searching                 | Hledání                  | Terrence O'Hara                                 | Adam George Key a Kyle Harimoto                                | 31. března 2019                                  | 8. srpna 2019                                         |
| 236          | 20        | Choke Point               | Zúžený bod               | James Whitmore Jr.                              | Joe Sachs a R. Scott Gemmill                                   | 14. dubna 2019                                   | 15. srpna 2019                                        |
| 237          | 21        | The One That Got Away     | Ten, co unikl            | Eric A. Pot                                     | Andrew Bartels a Erin Broadhurst                               | 28. dubna 2019                                   | 22. srpna 2019                                        |
| 238          | 22        | No More Secrets           | Už žádná tajemství       | Yangzom Brauen                                  | Andrew Bartels a Erin Broadhurst                               | 5. května 2019                                   | 29. srpna 2019                                        |
| 239          | 23        | The Guardian              | Strážce                  | John P. Kousakis                                | R.Scott Gemmill                                                | 12. května 2019                                  | 5. září 2019                                          |
| 240          | 24        | False Flag                | Falešná vlajka           | Dennis Smith                                    | Frank Military                                                 | 19. května 2019                                  | 12. září 2019                                         |

### Jedenáctá řada (2019–2020)
| Č. v seriálu | Č. v řadě | Původní název            | Český název           | Režie               | Scénář                                                                             | Premiéra v USA     | Premiéra v ČR (AXN) |
| ------------ | --------- | ------------------------ | --------------------- | ------------------- | ---------------------------------------------------------------------------------- | ------------------ | ------------------- |
| 241          | 1         | Let Fate Decide          | Ať rozhodne soud      | Christine Moore     | Kyle Harimoto                                                                      | 29. září 2019      | 12. listopadu 2020  |
| 242          | 2         | Decoy                    | Zástěrka              | Dennis Smith        | Kyle Harimoto                                                                      | 6. října 2019      | 12. listopadu 2020  |
| 243          | 3         | Hail Mary                | Zoufalý akt           | Benny Boom          | R. Scott Gemmill a Frank Military                                                  | 13. října 2019     | 19. listopadu 2020  |
| 244          | 4         | Yellow Jack              | Žlutá zimnice         | Terrence O'Hara     | Andrew Bartels                                                                     | 20. října 2019     | 19. listopadu 2020  |
| 245          | 5         | Provenance               | Obraz                 | Lily Mariye         | Jordana Lewis Jaffe                                                                | 27. října 2019     | 26. listopadu 2020  |
| 246          | 6         | A Bloody Brilliant Plan  | Zatraceně dobrý plán  | Terence Nightingall | námět: Terence Nightingall, Kate D. Martin a Frank Military scénář: Frank Military | 3. listopadu 2019  | 26. listopadu 2020  |
| 247          | 7         | Concours D'Elegance      | Rychle a zběsile      | Yangzom Brauen      | Lee A. Carlisle                                                                    | 10. listopadu 2019 | 3. prosince 2020    |
| 248          | 8         | Human Resources          | Lidské zdroje         | James Hanlon        | Joe Sachs                                                                          | 17. listopadu 2019 | 3. prosince 2020    |
| 249          | 9         | Kill Beale: Vol. 1       | Zabít Beala           | Eric A. Pot         | Samantha Chasse a R. Scott Gemmill                                                 | 24. listopadu 2019 | 10. prosince 2020   |
| 250          | 10        | Mother                   | Matka                 | Dennis Smith        | Eric Christian Olsen a Babar Peerzada                                              | 1. prosince 2019   | 10. prosince 2020   |
| 251          | 11        | Answers                  | Odpovědi              | Frank Military      | Kyle Harimoto                                                                      | 8. prosince 2019   | 17. prosince 2020   |
| 252          | 12        | Groundwork               | Přípravné práce       | Benny Boom          | Erin Broadhurst                                                                    | 5. ledna 2020      | 17. prosince 2020   |
| 253          | 13        | High Society             | Vysoká společnost     | John Peter Kousakis | Chad Mazero                                                                        | 12. ledna 2020     | 7. ledna 2021       |
| 254          | 14        | Commitment Issues        | Potíže se závazky     | James Hanlon        | Jordana Lewis Jaffe                                                                | 16. února 2020     | 7. ledna 2021       |
| 255          | 15        | The Circle               | Kruh                  | Diana C. Valentine  | Andrew Bartels                                                                     | 23. února 2020     | 14. ledna 2021      |
| 256          | 16        | Alsiyadun                | Zajatec               | Dennis Smith        | R. Scott Gemmill                                                                   | 1. března 2020     | 14. ledna 2021      |
| 257          | 17        | Watch Over Me            | Hlídej mě             | Dan Liu             | Kyle Harimoto                                                                      | 8. března 2020     | 21. ledna 2021      |
| 258          | 18        | Missing Time             | Chybějící čas         | Yangzom Brauen      | Andrew Bartels                                                                     | 22. března 2020    | 21. ledna 2021      |
| 259          | 19        | Fortune Favors The Brave | Štěstí přeje odvážným | Eric A. Pot         | R. Scott Gemmill                                                                   | 29. března 2020    | 28. ledna 2021      |
| 260          | 20        | Knock Down               | Požár                 | Tony Wharmby        | Jordana Lewis Jaffe                                                                | 12. dubna 2020     | 28. ledna 2021      |
| 261          | 21        | Murder of Crows          | Vrah vran             | Suzanne Saltz       | Chad Mazero                                                                        | 19. dubna 2020     | 4. února 2021       |
| 262          | 22        | Code of Conduct          | Zásady chování        | Frank Military      | Frank Military                                                                     | 26. dubna 2020     | 4. února 2021       |

### Dvanáctá řada (2020–2021)
| Č. v seriálu | Č. v řadě | Původní název              | Český název               | Režie               | Scénář                                     | Premiéra v USA     | Premiéra v ČR (AXN) |
| ------------ | --------- | -------------------------- | ------------------------- | ------------------- | ------------------------------------------ | ------------------ | ------------------- |
| 263          | 1         | The Bear                   | Ruský medvěd              | Dennis Smith        | R. Scott Gemmill                           | 8. listopadu 2020  | 6. května 2021      |
| 264          | 2         | War Crimes                 | Válečné zločiny           | Yangzom Brauen      | Jordana Lewis Jaffe                        | 15. listopadu 2020 | 6. května 2021      |
| 265          | 3         | Angry Karen                | Vzteklá Karen             | Dennis Smith        | R. Scott Gemmill                           | 22. listopadu 2020 | 13. května 2021     |
| 266          | 4         | Cash Flow                  | Tok peněz                 | Yangzom Brauen      | Kyle Harimoto                              | 6. prosince 2020   | 13. května 2021     |
| 267          | 5         | Raising the Dead           | Probuzení z mrtvých       | Terrence O’Hara     | Frank Military                             | 6. prosince 2020   | 20. května 2021     |
| 268          | 6         | If The Fates Allow         | Když to osud dovolí       | Dan Liu             | Andrew Bartels                             | 13. prosince 2020  | 20. května 2021     |
| 269          | 7         | Overdue                    | Zpoždění                  | Terrence O'Hara     | Chad Mazero                                | 3. ledna 2021      | 27. května 2021     |
| 270          | 8         | Love Kills                 | Láska zabíjí              | Dan Liu             | R. Scott Gemmill                           | 10. ledna 2021     | 27. května 2021     |
| 271          | 9         | A Fait Accompli            | Hotová věc                | Eric Pot            | R. Matt Klafter a Kyle Harimoto            | 17. ledna 2021     | 3. června 2021      |
| 272          | 10        | The Frogman's Daughter     | Dcera žabího muže         | Tawnia McKiernan    | Indira Gibson Wilson a Jordana Lewis Jaffe | 14. února 2021     | 3. června 2021      |
| 273          | 11        | Russia, Russia, Russia     | Rusko, Rusko, Rusko       | Daniela Ruah        | R. Scott Gemmill                           | 21. února 2021     | 10. června 2021     |
| 274          | 12        | Can't Take My Eyes Off You | Nemůžu z tebe spustit oči | Tawnia McKiernan    | Lee A. Carlisle                            | 28. února 2021     | 10. června 2021     |
| 275          | 13        | Red Rover, Red Rover       | Rudý Rover, Rudý Rover    | Terence O'Hara      | Andrew Bartels                             | 28. března 2021    | 17. června 2021     |
| 276          | 14        | The Noble Maidens          | Vznešené panny            | James Hanlon        | Chad Mazero a R. Scott Hammill             | 4. dubna 2021      | 17. června 2021     |
| 277          | 15        | Imposter Syndrome          | Syndrom podvodníka        | Eric A. Pot         | Samantha Chasse                            | 2. května 2021     | 24. června 2021     |
| 278          | 16        | Signs Of Change            | Znamení změny             | Dennis Smith        | Indira Gibson Wilson a Jordana Lewis Jaffe | 9. května 2021     | 24. června 2021     |
| 279          | 17        | Through The Looking Glass  | Za zrcadlem               | Frank Military      | Frank Military                             | 16. května 2021    | 1. července 2021    |
| 280          | 18        | A Tale Of Two Igors        | Příběh dvou Igorů         | John Peter Kousakis | Kyle Harimoto a R. Scott Hammill           | 23. května 2021    | 1. července 2021    |

### Třináctá řada (2021–2022)
| Č. v seriálu | Č. v řadě | Původní název             | Český název                       | Režie               | Scénář                              | Premiéra v USA     | Premiéra v ČR (AXN) |
| ------------ | --------- | ------------------------- | --------------------------------- | ------------------- | ----------------------------------- | ------------------ | ------------------- |
| 281          | 1         | Subject 17                | Subjekt 17                        | Dennis Smith        | R. Scott Gemmill                    | 10. října 2021     | 7. dubna 2022       |
| 282          | 2         | Fukushu                   | Fukushu                           | Dennis Smith        | Kyle Harimoto                       | 17. října 2021     | 7. dubna 2022       |
| 283          | 3         | Indentured                | Závazek                           | Eric A. Pot         | Frank Military                      | 24. října 2021     | 14. dubna 2022      |
| 284          | 4         | Sorry For Your Loss       | Upřímnou soustrast                | Eric A. Pot         | Chad Mazero                         | 31. října 2021     | 14. dubna 2022      |
| 285          | 5         | Divided We Fall           | Musíme si pomáhat                 | Terence Nightingall | Andrew Bartels                      | 7. listopadu 2021  | 21. dubna 2022      |
| 286          | 6         | Sundown                   | Soumrak                           | Suzanne Saltz       | Lee A. Carlisle                     | 21. listopadu 2021 | 21. dubna 2022      |
| 287          | 7         | Lost Sailor Down          | Přes palubu                       | Daniela Ruah        | Indira Wilson                       | 2. ledna 2022      | 28. dubna 2022      |
| 288          | 8         | A Land Of Wolves          | Země vlků                         | Tawnia McKiernan    | Justin Kohlas a Adam George Key     | 9. ledna 2022      | 28. dubna 2022      |
| 289          | 9         | Under The Influence       | Pod vlivem                        | John Peter Kousakis | Anastasia Kousakis                  | 27. února 2022     | 5. května 2022      |
| 290          | 10        | Where Loyalties Lie       | Co stojí věrnost                  | Tawnia McKiernan    | Matt Klafter                        | 6. března 2022     | 12. května 2022     |
| 291          | 11        | All The Little Things     | Takové maličkosti                 | Terrence O'Hara     | R. Scott Gemmill                    | 13. března 2022    | 19. května 2022     |
| 292          | 12        | Murmuration               | Mručení                           | James Hanlon        | Samantha Chasse                     | 20. března 2022    | 26. května 2022     |
| 293          | 13        | Bonafides                 | S dobrým úmyslem                  | Terence O'Hara      | Kyle Harimoto                       | 27. března 2022    | 2. června 2022      |
| 294          | 14        | Pandora's Box             | Pandořina skříňka                 | Daniela Ruah        | Chad Mazero a Lee A. Carlisle       | 27. března 2022    | 9. června 2022      |
| 295          | 15        | Perception                | Vnímání                           | Benny Boom          | Faythallegra Claude                 | 10. dubna 2022     | 16. června 2022     |
| 296          | 16        | MWD                       | Služební pes                      | Suzanne Saltz       | R. Scott Gemmill                    | 17. dubna 2022     | 23. června 2022     |
| 297          | 17        | Genesis                   | Genesis                           | John Peter Kousakis | Andrew Bartels                      | 24. dubna 2022     | 30. června 2022     |
| 297          | 18        | Hard For The Money        | Za vším jsou peníze               | Rick Tunell         | Matt Klafter a Indira Gibson Wilson | 1. května 2022     | 7. července 2022    |
| 298          | 19        | Live Free or Die Standing | Žít svobodně, nebo zemřít vestoje | Daniela Ruah        | Eric Christian Olsen                | 1. května 2022     | 14. července 2022   |
| 300          | 20        | Work & Family             | Práce a rodina                    | Dennis Smith        | R. Scott Gemmill                    | 8. května 2022     | 21. července 2022   |
| 301          | 21        | Down the Rabbit Hole      | V králičí noře                    | Frank Military      | Frank Military                      | 15. května 2022    | 28. července 2022   |
| 302          | 22        | Come Together             | Sejdeme se                        | John Peter Kousakis | Kyle Harimoto                       | 22. května 2022    | 4. srpna 2022       |

### Čtrnáctá řada (2022–2023)
| Č. v seriálu | Č. v řadě | Původní název  | Český název | Režie          | Scénář           | Premiéra v USA | Premiéra v ČR (AXN) |
| ------------ | --------- | -------------- | ----------- | -------------- | ---------------- | -------------- | ------------------- |
| 281          | 1         | Game of Drones | Hra o drony | Kevin Berlandi | R. Scott Gemmill | 9. října 2022  | 6. dubna 2023       |